# 岸和田市立岸城中学校
岸和田市立岸城中学校（きしわだしりつ きしきちゅうがっこう）は、大阪府岸和田市野田町二丁目にある公立中学校。

## 概要
岸和田市で最初の中学校の一つとして、1947年の学制改革と同時に創立した。当初は「岸和田市立第一中学校」の名称だったが、岸和田市立中学校に番号順の校名ではなく地名などを取り入れた名称に変更する方針が出されたことに伴い、1949年に現在の校名に改称している。校名の「岸城」は岸和田城から採ったとされるが、岸和田城内には以前から岸和田高校（旧制 府立岸和田中学校）があり、当校は岸和田古城（和田氏居城伝説地）のすぐ東に位置する。
同校では夜間学級が開設され、義務教育を受ける機会に恵まれなかった人への教育をおこなっている。夜間学級は1952年に設置された。現存する中学校夜間学級としては、大阪府でもっとも古い歴史をもつ。当初は自主的な取り組みだったが、1969年に大阪府から正式に認可されている。

## 沿革
- 1947年
  - 4月1日 - 岸和田市立第一中学校として創立。
  - 4月22日 - 開校式を実施。この日を創立記念日とする。
- 1949年5月9日 - 岸和田市立岸城中学校と改称。
- 1952年4月 - 夜間学級を設置。
- 1969年6月 - 夜間学級が大阪府教育委員会から正式に認められる。

## 交通
- 南海本線 岸和田駅 南へ約650m。
- 南海バス 岸城中学校前バス停。

## 出身人物
- 植松光夫 - 地球科学者、東京大学名誉教授、埼玉県環境科学国際センター総長
- 林祥太郎 - プロサッカー選手
- MY - チャンネルがーどまん